# 2012 en Libye
Chronologie de la Libye
- 2008
- 2009
- 2010
- 2011
- 2012
- 2013
- 2014
- 2015
- 2016

Cet article traite des événements qui se sont produits durant l'année 2012 en Libye ou qui concernent ce pays.

## Événements
- Des élections locales ont eu lieu à Zuwarah en 2011 et dans plusieurs autres municipalités en Libye en 2012.
- 10 au 15 février : bataille de Koufra.
- 12 mars : résolution 2040 du Conseil de sécurité des Nations unies adoptée à l'unanimité[1]. La résolution modifie une disposition relative à l'application de l'embargo sur les armes en Libye; étend et modifie le mandat d'un groupe d'experts allégé.
- 26 au 31 mars : troisième bataille de Sebha.
- 7 juillet : élection du Congrès général national (en arabe : المؤتمر الوطني العام, en berbère : Agraw Amuran Amatay). C'est une assemblée de 200 membres élue par les électeurs libyens, à l'occasion de la première élection libre libyenne depuis plusieurs décennies, organisée après la chute et la mort de Mouammar Kadhafi[2].
- 11 septembre : 
  - l'attaque de Benghazi de 2012, parfois désignée comme la bataille de Benghazi, a eu lieu dans un contexte post-première guerre civile libyenne, lorsque des djihadistes ont attaqué l'enceinte diplomatique américaine de Benghazi, en Libye, tuant l'ambassadeur américain, J. Christopher Stevens, et le fonctionnaire Sean Smith. Stevens est alors le premier ambassadeur américain tué dans l'exercice de ses fonctions depuis 1979.
  - Manifestations et attentats anti-américains de septembre 2012 : à partir du 11 septembre 2012, date coïncidant avec le onzième anniversaire des attentats de 2001, plusieurs représentations diplomatiques occidentales, dont l'ambassade des États-Unis en Égypte, au Caire et le consulat des États-Unis à Benghazi en Libye, ont été la cible d'attaques présentées comme des réactions à la diffusion sur YouTube, depuis le 2 juillet 2012, de la bande-annonce d'un film intitulé L'Innocence des musulmans, tenu pour blasphématoire envers Mahomet.

## Sport
- La Libye participe aux Jeux olympiques d'été de 2012 à Londres, au Royaume-Uni, du 27 juillet au 12 août de cette même année, pour sa 10e fois à des Jeux d'été.